# ناحیه جوردن، میشیگان
ناحیه جوردن (به انگلیسی: Jordan Township) یک منطقهٔ مسکونی در ایالات متحده آمریکا است که در شهرستان انتریم، میشیگان واقع شده‌است.
 ناحیه جوردن ۹۱٫۲ کیلومتر مربع مساحت و ۹۹۲ نفر جمعیت دارد و ۲۶۱ متر بالاتر از سطح دریا واقع شده‌است.